# Egon Franke (šermíř)
Egon Johann Franke (23. října 1935 Gliwice, Polsko – 30. března 2022 Turín) byl polský sportovní šermíř, který se specializoval na šerm fleretem. Polsko reprezentoval v šedesátých letech. Na olympijských hrách startoval v roce 1960, 1964 a 1968 v soutěži jednotlivců a družstev. V soutěži jednotlivců získal na olympijských hrách 1964 zlatou olympijskou medaili. V roce 1963 obsadil třetí místo na mistrovství světa v soutěži jednotlivců. S polským družstvem fleretistů vybojoval jednu stříbrnou (1964) a jednu bronzovou (1968) olympijskou medaili. Na mistrovství světa obsadil s polským družstvem fleretistů druhé místo v roce 1963 a v roce 1962 vybojoval s družstvem šavlistů titul mistrů světa.